# Naturwaldreservat Gaisberg

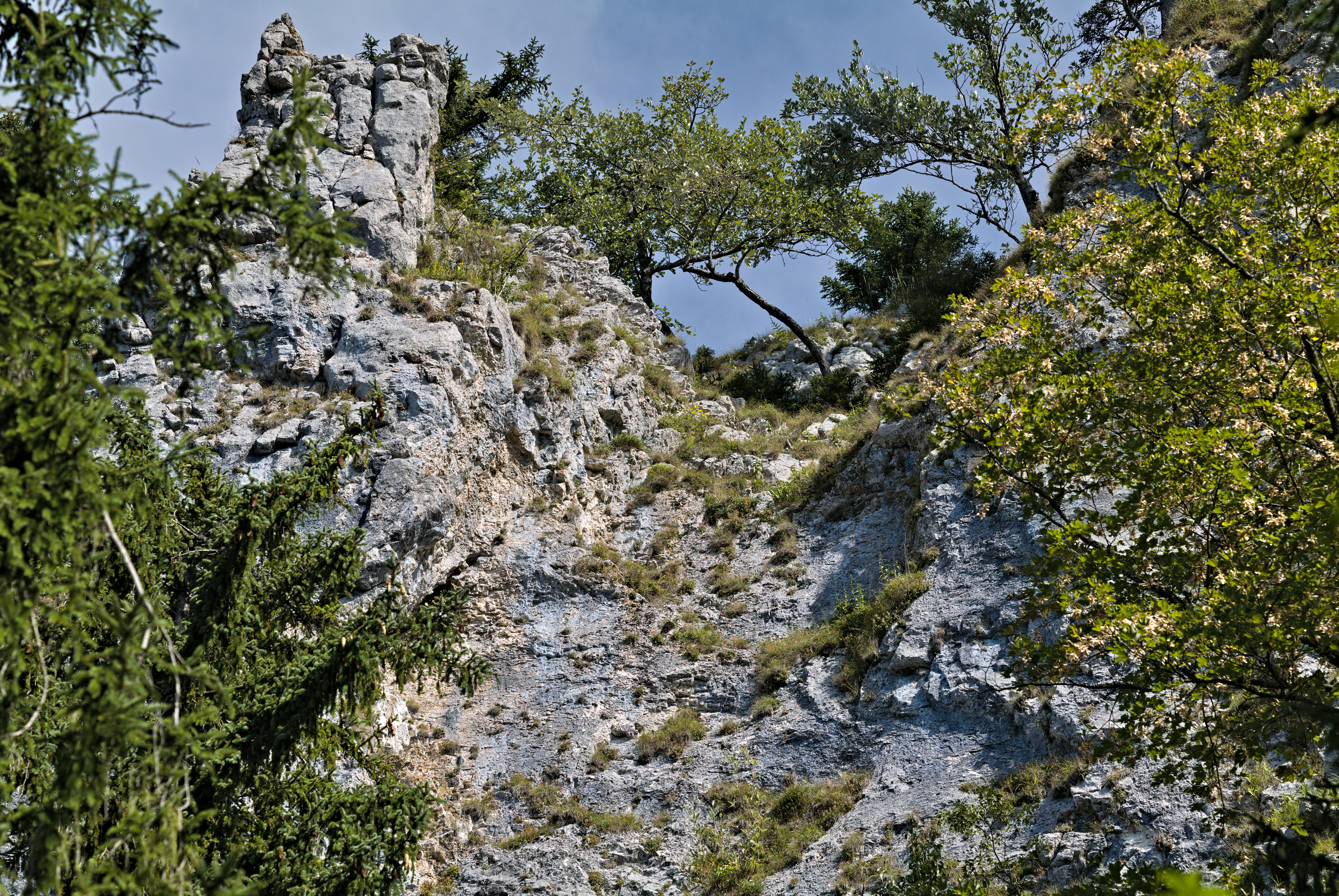
Im Naturwaldreservat Gaisberg

Das Naturwaldreservat Gaisberg als Geschützter Landschaftsteil (GLT00068) liegt unmittelbar unter dem schroffen Westabhang des Gaisberggipfels im Bereich um die Kapaunwände in der Stadt Salzburg.

## Geschichte
Das Schutzgebiet ist 17,4 ha groß und wurde 1988 unter Schutz gestellt. Der Gaisbergrundwanderweg quert das Schutzgebiet und ermöglicht auch im Raum der steilen Felswände eine gute Einsicht in den Lebensraum.

## Ökologie

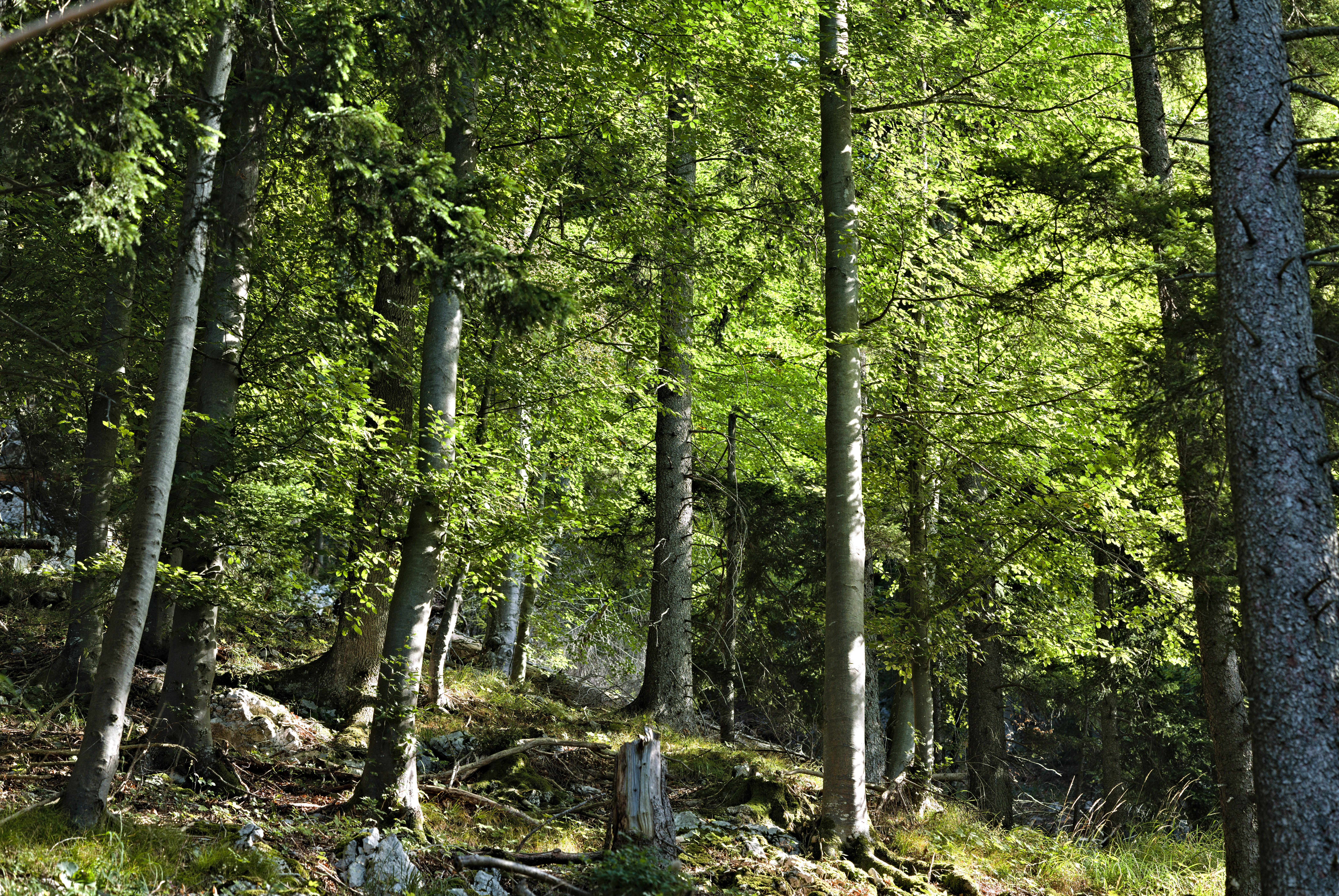
Mischwald am Gaisberg

Der Großteil des über 100- bis 150-jährigen Waldes ist ein montaner Fichten-Tannen-Buchen-Wald. Im unteren Bereich prägen auch Esche und Ahorn den Bestand. Teilweise bildet die Fichte Reinbestände. 
Das Gelände ist großteils steil und schwer begehbar. Im besonders steilen Mittelteil der „Kapaunwände“ findet sich ein Rest eines Kiefernbestandes und eine bemerkenswerte Felsvegetation mit Mehlbeere, Eberesche, Holzapfel und Felsenbirne. Derartige nischenreichen Mischwälder zählen nach den Auwäldern zu den artenreichsten Lebensräumen Mitteleuropas, die Vielfalt ist sowohl bei den krautigen Pflanzenarten, als auch in der Vogelwelt hoch. 
Das seltene Haselhuhn brütet hier, der Schwarzspecht und der Weißrückenspecht suchen hier nach Nahrung. Seltene Orchideenarten wie die Mückenhändelwurz, die Wohlriechende Händelwurz und das Bleiche Knabenkraut bereichern die Krautschicht.